# Pomacentrus coelestis
Pomacentrus coelestis és una espècie de peix de la família dels pomacèntrids i de l'ordre dels perciformes.

## Morfologia
Els mascles poden assolir els 9 cm de longitud total.

## Distribució geogràfica
Es troba des de Sri Lanka fins a les Illes de la Línia i el sud del Japó.